# Gustavé-Léon-Marius Teisseire
Gustavé-Léon-Marius Teisseire, francoski general, * 1882, † 1975.